# Tomodon ocellatus
Tomodon ocellatus är en ormart som beskrevs av Duméril, Bibron och Duméril 1854. Tomodon ocellatus ingår i släktet Tomodon och familjen snokar. Inga underarter finns listade i Catalogue of Life.
The Reptile Database listar arten i släktet Tachymenis och stavar artepitet ocellata.
Arten förekommer från Peru och Paraguay till södra Brasilien (delstat Rio Grande do Sul), Uruguay och norra Argentina. Honor lägger inga ägg utan föder levande ungar. Exemplaren vistas i gräsmarker och de har sniglar som föda.
Lokala bestånd hotas av landskapsförändringar. Hela populationen anses vara stor. IUCN listar arten som livskraftig (LC).